# Monica Sandve
Monica Sandve, née le 3 décembre 1973 à Stavanger, est une ancienne handballeuse internationale norvégienne.
Avec l'équipe de Norvège, elle participe aux jeux olympiques de 2000 où elle remporte une médaille de bronze. 

## Palmarès

### Sélection nationale
- Jeux olympiques
  -  médaille de bronze aux Jeux olympiques de 2000, Sydney,  Australie
- Championnat du monde
  -  finaliste du Championnat du monde 2001,  Italie
- Championnat d'Europe
  -  finaliste du Championnat d'Europe 2002,  Danemark